# Frank Luck
Frank Luck (Smalcalda, 5 dicembre 1967) è un allenatore di biathlon ed ex biatleta tedesco, tra i più titolati nella storia della disciplina. Agli inizi della carriera, prima della riunificazione tedesca (1990), ha gareggiato per la nazionale tedesca orientale.

## Biografia

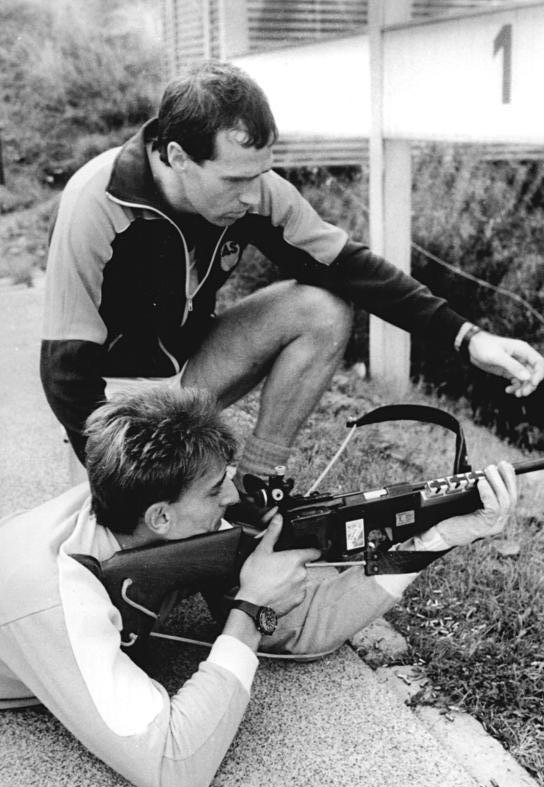
Franz Luck (sdraiato, al tiro) con il suo allenatore Frank Ullrich nell'ottobre del 1989

### Carriera nel biathlon
Avviato dalla famiglia allo sci di fondo fin dai tre anni di età, nel 1980 passò al biathlon dove fu allenato da Frank Ullrich. A ventun anni si qualificò per i XV Giochi olimpici invernali di Calgary 1988, dove finì sesto nella gara sprint; il suo primo titolo ad alto livello in campo internazionale fu l'oro nella sprint dei Mondiali del 1989.
A causa della parotite non partecipò ai XVI Giochi olimpici invernali di Albertville 1992, ma nell'edizione successiva di Lillehammer 1994 vinse la medaglia d'oro nella staffetta 4 x 7,5 km; si ripeté anche quattro anni dopo, a Nagano 1998. Durante i suoi diciassette anni di carriera Luck ha vinto undici titoli mondiali; con l'ultimo, nella staffetta del 2004 a Oberhof, concluse la sua carriera.
Luck ha vinto tre volte il Trofeo Holmenkollen; le sue due vittorie nella gara a inseguimento (1999, 2000) e quella nella sprint (2002) lo collocano al quarto posto nella classifica dei plurimedagliati del trofeo. In Coppa del Mondo ha ottenuto il primo risultato di rilievo nel 1987 nella sprint di Ruhpolding (5°) e ha conquistato la prima vittoria, nonché primo podio, nel 1988 nella sprint di Albertville-Les Saisies.
Nel 2009 ha ammesso di aver fatto ricorso al doping durante i primi anni della sua carriera, quando militava nella nazionale tedesca orientale, e di essersene reso conto solo anni più tardi. Tuttavia secondo documenti diffusi dalla polizia Luck avrebbe assunto steroidi anabolizzanti anche nel 1994.

### Carriera da allenatore
Terminata la sua carriera da atleta Luck è divenuto allenatore di biathlon.

## Palmarès

### Olimpiadi
- 5 medaglie:
  - 2 ori (staffetta[3] a Lillehammer 1994; staffetta[3] a Nagano 1998)
  - 3 argenti (individuale[3] a Lillehammer 1994; individuale[3], staffetta[3] a Salt Lake City 2002)

### Mondiali
- 20 medaglie:
  - 11 ori (sprint[3], staffetta a Feistritz 1989; gara a squadre a Minsk/Oslo/Kontiolahti 1990; staffetta a Lahti 1991; gara a squadre[3] a Borovec 1993; staffetta[3] ad Anterselva 1995; staffetta[3] a Osrblie 1997; sprint[3] a Kontiolahti/Oslo 1999; inseguimento[3] a Oslo/Lahti 2000; staffetta[3] a Chanty-Mansijsk 2003; staffetta[3] a Oberhof 2004)
  - 5 argenti (sprint[3] a Lahti 1991; staffetta[3] a Ruhpolding 1996; gara a squadre[3] a Osrblie 1997; gara a squadre[3] a Pokljuka/Hochfilzen 1998; inseguimento[3] a Kontiolahti/Oslo 1999)
  - 4 bronzi (staffetta a Minsk/Oslo/Kontiolahti 1990; staffetta[3] a Borovec 1993; individuale[3], staffetta[3] a Oslo/Lahti 2000)

### Coppa del Mondo
- Miglior piazzamento in classifica generale: 3º nel 1994 e nel 1999
- Vincitore della Coppa del Mondo di individuale nel 2000 e nel 2002
- 54 podi (31 individuali, 23 a squadre[4]), oltre a quelli conquistati in sede olimpica e iridata e validi anche ai fini della Coppa del Mondo:
  - 24 vittorie (9 individuali, 15 a squadre)
  - 16 secondi posti (11 individuali, 5 a squadre)
  - 14 terzi posti (11 individuali, 3 a squadre)

#### Coppa del Mondo - vittorie
| Data             | Località                | Nazione    | Specialità                                                 |
| ---------------- | ----------------------- | ---------- | ---------------------------------------------------------- |
| 17 dicembre 1988 | Albertville Les Saisies | Francia    | SP                                                         |
| 29 gennaio 1989  | Ruhpolding              | Germania   | RL (con André Sehmisch, Frank-Peter Roetsch e Birk Anders) |
| 1991             | Oberhof                 | Germania   | SP                                                         |
| 6 marzo 1993     | Lillehammer             | Norvegia   | SP                                                         |
| 22 gennaio 1994  | Anterselva              | Italia     | SP                                                         |
| 8 dicembre 1996  | Östersund               | Svezia     | RL (con Ricco Groß, Peter Sendel e Sven Fischer)           |
| 15 dicembre 1996 | Oslo Holmenkollen       | Norvegia   | RL (con Ricco Groß, Peter Sendel e Mark Kirchner)          |
| 19 gennaio 1997  | Anterselva              | Italia     | RL (con Ricco Groß, Mark Kirchner e Carsten Heymann)       |
| 6 dicembre 1997  | Lillehammer             | Norvegia   | SP                                                         |
| 18 gennaio 1998  | Anterselva              | Italia     | RL (con Ricco Groß, Peter Sendel e Sven Fischer)           |
| 5 marzo 1998     | Pokljuka                | Slovenia   | SP                                                         |
| 18 dicembre 1998 | Osrblie                 | Slovacchia | RL (con Ricco Groß, Peter Sendel e Sven Fischer)           |
| 10 gennaio 1999  | Oberhof                 | Germania   | RL (con Ricco Groß, Peter Sendel e Sven Fischer)           |
| 14 gennaio 1999  | Ruhpolding              | Germania   | RL (con Ricco Groß, Peter Sendel e Sven Fischer)           |
| 24 gennaio 1999  | Anterselva              | Italia     | RL (con Ricco Groß, Peter Sendel e Sven Fischer)           |
| 14 marzo 1999    | Oslo Holmenkollen       | Norvegia   | PU                                                         |
| 13 gennaio 2000  | Ruhpolding              | Germania   | RL (con Sven Fischer, Peter Sendel e Ricco Groß)           |
| 20 gennaio 2001  | Anterselva              | Italia     | RL (con Marco Morgenstern, Sven Fischer e Ricco Groß)      |
| 8 dicembre 2001  | Hochfilzen              | Austria    | RL (con Ricco Groß, Marco Morgenstern e Michael Greis)     |
| 19 dicembre 2001 | Osrblie                 | Slovacchia | IN                                                         |
| 16 gennaio 2002  | Ruhpolding              | Germania   | RL (con Ricco Groß, Peter Sendel e Sven Fischer)           |
| 16 marzo 2002    | Lahti                   | Finlandia  | RL (con Ricco Groß, Michael Greis e Sven Fischer)          |
| 21 marzo 2002    | Oslo Holmenkollen       | Norvegia   | PU                                                         |
| 6 dicembre 2003  | Kontiolahti             | Finlandia  | RL (con Peter Sendel, Sven Fischer e Ricco Groß)           |

Legenda:

IN = individuale

SP = sprint

PU = inseguimento

RL = staffetta